# Willie Dunn
William Dunn (Montreal, 14 de agosto de 1942 - Ottawa, 5 de agosto de 2013) fue un director de cine, músico popular, dramaturgo y político canadiense. Nacido en Montreal, es mitad micmac y descendiente de escoceses/irlandeses. En muchas ocasiones ha destacado las cuestiones indígenas en su trabajo.
Nacido en Montreal, Quebec, Canadá, Dunn fue un cantante y guitarrista acústico. Escribió una canción titulada "The Ballad of Crowfoot" (en español: "La balada de la araña") y dirigió diez minutos de la película del National Film Board of Canada (NFB) del mismo nombre en 1968. Tanto la canción y el video son el tratamiento colonial inhumano e injusto de los aborígenes canadienses, así como la de tomar las riendas de su destino y convertirse en políticamente activos. Fue una de las primeras películas de la NFB dirigida por un cineasta aborigen, la película recibió varios premios, incluyendo un Hugo de Oro al mejor cortometraje en el Festival Internacional de Cine de Chicago 1969.
Dunn grabó y lanzó varios álbumes de música completos, incluyendo Willie Dunn (1971), The Pacific (1980) y Metallic (1999). Metallic, vuelve a interpretar el material de ambas versiones anteriores. Dunn también compuso la canción "Son of the Sun" (en español: "Hijo del Sol"), que Kashtin registró en su segundo álbum Innu. En 2004 Dunn lanzó el álbum Son of the Sun con dieciséis canciones (incluyendo tres versiones en vivo). Sus películas incluyen The Eagle Project, The Voice of the Land y Self-Government, y su música fue utilizada para las películas Incident at Restigouche, acerca de una redada policial en la Primera Nación Listuguj Mi'gmaq en 1981 y Okanada, sobre el enfrentamiento de 1990 en Oka, Quebec entre la policía y los manifestantes indígenas.
Fue un antiguo miembro del Nuevo Partido Democrático, donde Dunn venció a Mohamed Bassuny para ganar la nominación del partido federal de Ottawa-Vanier en la elección federal de 1993. Obtuvo 3.155 votos (6,50%), terminando cuarto en contra del Liberal titular Jean-Robert Gauthier.
Participó en el recorrido Culturally Diverse First Peoples Arts Showcase en 1998, y en un punto de encuentro con las Naciones en 2002. Fue incluido en el Paseo de Honor Aborigen en 2005.
Dunn murió en Ottawa en agosto de 2013, a los 71 años de edad.

## Discografía

### Álbumes
| Año  | Álbum          |
| ---- | -------------- |
| 1972 | Willie Dunn    |
| 1980 | The Pacific    |
| 1999 | Metallic       |
| 2004 | Son of the Sun |

### Singles
| Año  | Single               | CAN País | Álbum       |
| ---- | -------------------- | -------- | ----------- |
| 1971 | "Schooldays"         | 35       | Willie Dunn |
| 1973 | "I Pity the Country" | 79       | Willie Dunn |